# Parafia św. Pawła w Igławie
Parafia św. Pawła w Igławie – parafia Kościoła Starokatolickiego w Republice Czeskiej. Proboszczem parafii jest ks. Martin Čapka. Nabożeństwa sprawowane są o 10:45 w miejscowym kościele husyckim. W kaplicy ekumenicznej w miejscowości Havlíčkův Brod co niedzielę o godz. 9:45. Siedziba wspólnoty znajduje się w Radostínie nad Oslavou.
Parafia starokatolicka w Igławie powstała w grudniu 2003 roku, w mieście nigdy wcześniej nie było tradycji starokatolickiej. Nabożeństwa odbywają się w kościele husyckim Podwyższenia Krzyża Świętego. Obecnie wspólnota liczy ok. 50 osób, zazwyczaj są to osoby młode z rodzinami, najbardziej odległa z nich rodzina mieszka w Pardubicach. Od 15 listopada 2005 roku w miejscowości Havlíčkův Brod znajduje się kaplica filialna. 